# Estádio Municipal de Arouca
Das Estádio Municipal de Arouca ist ein Fußballstadion in der portugiesischen Kleinstadt Arouca. Es wurde 2006 eingeweiht und bietet 5000 Zuschauern Platz.
Das städtische Stadion ist Teil eines Sportfeldes im Vale da Vila de Arouca. Es dient dem örtlichen Erstligisten FC Arouca zur Austragung seiner Heimspiele. Das kleine, moderne Stadion verfügt über zwei überdachte Bereiche auf der Gegengerade und der Haupttribüne. Die übrigen Teile des Stadions sind unüberdacht.